# Immergentia philippinensis
Immergentia philippinensis är en mossdjursart som beskrevs av Jacqueline A. Soule 1950. Immergentia philippinensis ingår i släktet Immergentia och familjen Immergentiidae. Inga underarter finns listade i Catalogue of Life.